# Temporada 1998 del Campeonato Sudamericano de Superturismos
La temporada 1998 del Campeonato Sudamericano de Superturismos fue el segunda desde la fundación de este campeonato Se disputó entre el 22 de marzo y el 13 de diciembre de 1998 y su ganador fue el argentino Oscar Larrauri, que obtuvo su segundo título consecutivo.

## Equipos y pilotos
| Equipo                   | Automóvil            | N.º                        | Piloto                   | Patrocinador                                                |
| ------------------------ | -------------------- | -------------------------- | ------------------------ | ----------------------------------------------------------- |
| Alfa Squadra             | Alfa Romeo 155 TS    | 28                         | Aníbal Zaniratto         | Patitas - Revista Corsa - Bic - Zanello - Pizza Banana      |
| Bessone Sport            | Chrysler Stratus     | 26                         | Ernesto Bessone II       | Yerba Mate Campeche                                         |
| Bessone Sport            | Chrysler Stratus     | Carlos Okulovich           |                          |                                                             |
| Bessone Sport            | Chrysler Stratus     | Chico Serra                |                          |                                                             |
| Bessone Sport            | Chrysler Stratus     | 27                         | Pablo Peón               | Yerba Mate Campeche                                         |
| CD Motorsport            | Nissan Primera GT    | 23                         | Adalberto Jardim         | Cidef - O Boticario - Stop&Go                               |
| Diablo Motorsport        | BMW 318is            | 7                          | Flavio Trinidade Neto    | Iridium                                                     |
| Diablo Motorsport        | BMW 318is            | Patricio Spinella          |                          |                                                             |
| Diablo Motorsport        | BMW 318is            | Carlos Marcelo Miguez      |                          |                                                             |
| Diablo Motorsport        | BMW 318is            | Daniel Urrutia (hijo)      |                          |                                                             |
| Diablo Motorsport        | BMW 318is            | Thomás Harpe               |                          |                                                             |
| EF Racing                | Peugeot 406          | 14                         | Juan Manuel Fangio II    | Esso Ultrón - Brahma Chopp                                  |
| EF Racing                | Peugeot 406          | 15                         | Cacá Bueno               | Esso Ultron - Brahma Chopp                                  |
| Fineschi Sport           | Toyota Corona E GT   | 9                          | Oscar Fineschi           | Banco Quilmes - Esso - Pavisur - Quilcam                    |
| Fineschi Sport           | Toyota Corona E GT   | 10                         | Oscar Fineschi           | Banco Quilmes - Esso - Pavisur - Quilcam                    |
| Fineschi Sport           | Toyota Corona E GT   | José Visir                 | Seguros Visión - Polaris |                                                             |
| Honda Team               | Honda Accord         | 16                         | Luis Soppelsa            |                                                             |
| Honda Team               | Honda Accord         | Ángel Rubén Monguzzi       |                          |                                                             |
| Honda Team               | Honda Accord         | Alejandro Bini             |                          |                                                             |
| Honda Team               | Honda Accord         | Ignacio Boero              |                          |                                                             |
| Honda Team               | Honda Accord         |                            | Daniel Marrocchi         | Sólido Inc. - EFSA                                          |
| Honda Team               | Honda Accord         | 17                         | Daniel Marrocchi         | Sólido Inc. - EFSA                                          |
| INI Competición          | Chevrolet Vectra 16V | 3                          | Miguel Ángel Guerra      | Chevrolet - GMAC - Sandvik Bahco - Praxair - España Seguros |
| INI Competición          | Chevrolet Vectra 16V | 4                          | Javier Balzano           | GMAC - Sandvik Bahco - Praxair - España Seguros             |
| INI Competición          | Chevrolet Vectra 16V |                            | Flávio Figueiredo        | Petrobras                                                   |
| INI Competición          | Chevrolet Vectra 16V | Nicolás Filiberti          |                          |                                                             |
| INI Competición          | Chevrolet Vectra 16V | Fabián Hermoso             |                          |                                                             |
| Mega Sport               | Ford Mondeo Ghia     | 25                         | Néstor Gurini            |                                                             |
| Mega Sport               | Ford Mondeo Ghia     | Gerardo Nazareno Cerquetti |                          |                                                             |
| Mega Sport               | Ford Mondeo Ghia     | Antonio Carbone            |                          |                                                             |
| Mega Sport               | Ford Mondeo Ghia     | Javier Balzano             |                          |                                                             |
| Ménem Junior Competición | BMW 320i             | 32                         | Fernando Croceri         | Eg3 - Maderera Córdoba - Provincia Seguros - Enkei          |
| Pagani Racing Team       | Chevrolet Vectra GT  | 18                         | Alejandro Pagani         |                                                             |
| Prop Car                 | Chevrolet Vectra 16V | 30                         | Paulo Gomes              | Varga - Sandvik Bahco - Praxair - España Seguros            |
| Prop Car                 | Chevrolet Vectra 16V | 31                         | Flávio Figueiredo        |                                                             |
| Race Car                 | Alfa Romeo 155 TS    | 5                          | Osvaldo Abel López       | Autocrédito - Samsung - Selenia - La Holando - Iveco        |
| Race Car                 | Alfa Romeo 155 TS    | 6                          | Emiliano Spataro         | Autopista del Oeste - Revista Corsa - Selenia               |
| Race Car                 | Alfa Romeo 155 TS    | Nelson Daniel García       |                          |                                                             |
| Risatti Racing           | Ford Mondeo Ghia     | 11                         | Ricardo Risatti II       | Meller Comunicaciones - Bizcochos 9 de Oro                  |
| Risatti Racing           | Ford Mondeo Ghia     | 12                         | Ramón Torres             | Inca Ingeniería                                             |
| Risatti Racing           | Ford Mondeo Ghia     | José Visir                 |                          |                                                             |
| Risatti Racing           | Ford Mondeo Ghia     | Ángel Rubén Monguzzi       |                          |                                                             |
| Risatti Racing           | Ford Mondeo Ghia     | Norio Matsubara            |                          |                                                             |
| Risatti Racing           | Ford Mondeo Ghia     | Jorge Giorgi               |                          |                                                             |
| Sólido Motorsport        | Chevrolet Vectra 16V | 20                         | André Bragantini Jr.     |                                                             |
| Sólido Motorsport        | Chevrolet Vectra 16V | Emiliano Spataro           |                          |                                                             |
| Sólido Motorsport        | Chevrolet Vectra 16V | Carlos Hugo Cura           |                          |                                                             |
| Sólido Motorsport        | Chevrolet Vectra 16V | Javier Balzano             |                          |                                                             |
| Team Proas Mastercard    | BMW 318is            | 1                          | Oscar Larrauri           | MasterCard - Castrol                                        |
| Team Proas Mastercard    | BMW 320i             |                            | Oscar Larrauri           | MasterCard - Castrol                                        |
| Team Proas Mastercard    | BMW 318is            | 2                          | Ingo Hoffmann            | MasterCard - Castrol                                        |
| Team Proas Mastercard    | BMW 320i             |                            | Ingo Hoffmann            | MasterCard - Castrol                                        |

## Calendario
| Fecha | Circuito         | Día             |
| ----- | ---------------- | --------------- |
| 1     | Buenos Aires I   | 22 de marzo     |
| 2     | Buenos Aires II  | 12 de abril     |
| 3     | Londrina         | 17 de mayo      |
| 4     | Posadas          | 7 de junio      |
| 5     | Mar de Ajó       | 6 de julio      |
| 6     | Olavarría        | 2 de agosto     |
| 7     | Curitiba         | 23 de agosto    |
| 8     | Oberá            | 6 de septiembre |
| 9     | Buenos Aires III | 4 de octubre    |
| 10    | Cascavel         | 25 de octubre   |
| 11    | Rosario          | 22 de noviembre |
| 12    | Interlagos       | 13 de diciembre |

## Clasificaciones

### Campeonato de Pilotos
| Pos.     | Piloto                | BUE1 | BUE2 | LON | POS | MDA | OLA | CUR | OBE | BUE3 | CAS | ROS | INT | Puntos |
| -------- | --------------------- | ---- | ---- | --- | --- | --- | --- | --- | --- | ---- | --- | --- | --- | ------ |
| 1        | Oscar Larrauri        | 1    | 1    | 15  | 1   | 1   | 14  | 8   | 2   | 1    | 11  | 9   | 1   | 141    |
| 2        | Cacá Bueno            | 7    | 2    | 1   | 3   | 2   | 3   | Ret | 6   | 4    | 1   | 2   | 12  | 134    |
| 3        | Ingo Hoffmann         | 10   | 4    | 3   | Ret | 5   | 9   | 1   | 1   | Ret  | Ret | 1   | 2   | 112    |
| 4        | Osvaldo Abel López    | 3    | Ret  | 2   | Ret | 4   | 2   | 2   | 5   | 5    | 2   | 5   | 7   | 110    |
| 5        | Juan Manuel Fangio II | Ret  | 6    | Ret | 2   | 3   | 1   | 5   | 3   | 6    | 3   | 6   | 11  | 98     |
| 6        | Emiliano Spataro      | Ret  |      | 4   | Ret | 8   | 4   | 3   | 7   | Ret  | 4   | Ret | 3   | 62     |
| 7        | Fernando Croceri      | 11   | 5    | 7   | 4   | 9   | 12  | 12  | 4   | Ret  | 6   | 4   | 4   | 62     |
| 8        | Ernesto Bessone II    | 2    | 3    | 16  | Ret | Ret | 10  | 6   |     | 3    |     |     |     | 46     |
| 9        | Pablo Peón            | Ret  | 10   | 8   | 9   | 6   | 6   | Ret | 8   | 14   | 7   | 3   | 6   | 46     |
| 10       | Miguel Ángel Guerra   | 4    | Ret  | 6   | 8   | Ret | 5   | 4   | 10  | 10   | Ret | 16  | 8   | 43     |
| 11       | Oscar Fineschi        | Ret  | Ret  | Ret | 5   | 14  | Ret | 9   | 12  | 2    | 9   | 7   | Ret | 32     |
| 12       | Ricardo Risatti II    | 6    | Ret  | 9   | 6   | 7   | Ret | Ret | Ret | 9    | 8   | 10  | Ret | 25     |
| 13       | Javier Balzano        |      | 7    | 5   |     |     |     | Ret | 11  | Ret  | 10  | 8   |     | 17     |
| 14       | Aníbal Zaniratto      | 13   | 8    | 10  | 7   | 10  | 11  | Ret | 9   | 7    | Ret | 11  | 9   | 17     |
| 15       | Paulo Gomes           | 5    |      | Ret |     |     |     |     |     |      |     |     |     | 8      |
| 16       | Nonô Figueiredo       | Ret  |      |     |     |     |     |     |     |      |     |     | 5   | 8      |
| 17       | Patricio Spinella     | 9    | Ret  | 12  |     |     | 8   |     |     |      |     |     |     | 5      |
| 18       | Flavio Trinidade Neto |      |      |     |     |     |     | 7   |     |      |     |     |     | 4      |
| 19       | Nicolás Filiberti     |      |      |     |     | 11  | 7   |     |     |      |     |     |     | 4      |
| 20       | Daniel Marrochi       | 15   | 11   | 14  | 10  |     | Ret |     | 14  | 8    |     | Ret | 13  | 4      |
| 21       | Adalberto Jardim      | 8    | Ret  | 13  |     |     |     |     |     |      |     |     |     | 3      |
| 22       | Nelson García         |      | 9    |     |     |     |     |     |     |      |     |     |     | 2      |
| 23       | Carlos Cura           |      |      | 17  | 11  | Ret | DNS | 10  |     |      | Ret | 12  |     | 1      |
| 24       | Chico Serra           |      |      |     |     |     |     |     |     |      | 5   | Ret |     | 0      |
| 25       | Fabián Hermoso        |      |      |     |     |     |     |     |     |      |     |     | 10  | 0      |
| 26       | José Visir            |      |      | 11  |     | 12  | 13  | Ret | 13  | 13   | 12  | 14  | Ret | 0      |
| 27       | Gerardo Cerquetti     |      |      |     |     | 13  | 16  | 11  | 15  | 11   |     |     |     | 0      |
| 28       | Tomás Harpe           |      |      |     |     |     |     |     |     | 12   |     | 15  |     | 0      |
| 29       | Carlos Marcelo Miguez |      |      |     | 12  |     |     |     |     |      |     |     |     | 0      |
| 30       | Luis Soppelsa         | 12   | Ret  |     |     |     |     |     |     |      |     |     |     | 0      |
| 31       | Ángel Monguzzi        |      |      | Ret | 13  |     | Ret |     |     |      |     |     |     | 0      |
| 32       | Antonio Carbone       |      |      |     |     |     |     |     |     |      |     | 13  |     | 0      |
| 33       | Néstor Gurini         | 14   | Ret  | Ret |     |     |     |     |     |      |     |     |     | 0      |
| 34       | Alejandro Bini        |      |      |     |     |     | 15  |     |     |      |     |     |     | 0      |
| 35       | Daniel Urrutia (h)    |      |      |     |     |     |     |     | 16  |      |     |     |     | 0      |
| NC       | Alejandro Pagani      | DNS  | Ret  | Ret | Ret | Ret |     | Ret |     |      |     | DNS |     | 0      |
| NC       | Ignacio Boero         |      |      |     |     |     |     |     |     |      |     | Ret |     | 0      |
| NC       | Jorge Giorgi          |      |      |     |     |     |     |     |     |      |     | Ret |     | 0      |
| NC       | Norio Matsubara       |      |      |     |     |     |     |     |     |      | Ret |     |     | 0      |
| NC       | Carlos Okulovich I    |      |      |     |     |     |     |     | Ret |      |     |     |     | 0      |
| NC       | Ramón Torres          | Ret  |      |     |     |     |     |     |     |      |     |     |     | 0      |
| NC       | André Bragantini Jr.  |      |      |     |     |     |     |     |     |      |     |     | DNS | 0      |
| NC       | Miguel Alisi          |      |      |     |     |     |     |     |     | DNS  |     |     |     | 0      |
| Pos.     | Piloto                | BUE1 | BUE2 | LON | POS | MDA | OLA | CUR | OBE | BUE3 | CAS | ROS | INT | Puntos |
| Fuentes: |                       |      |      |     |     |     |     |     |     |      |     |     |     |        |

| Color     | Resultado                                                               |
| --------- | ----------------------------------------------------------------------- |
| Oro       | Ganador                                                                 |
| Plata     | 2.ª plaza                                                               |
| Bronce    | 3.ª plaza                                                               |
| Verde     | Finalizó en los puntos                                                  |
| Azul      | Finalizó sin puntos                                                     |
| Azul      | NC - No clasificado                                                     |
| Violeta   | Ret - No terminó (Carrera)                                              |
| Rojo      | DNQ - No se clasificó                                                   |
| Negro     | DSQ - Descalificado                                                     |
| Blanco    | DNS - No empezó (carrera)                                               |
| Blanco    | WD - Retirado (fin de semana)                                           |
| Blanco    | C - Carrera cancelada                                                   |
| Sin color | DNP - Inscrito pero no participó                                        |
| Sin color | INJ - Lesionado                                                         |
| Sin color | EX - Excluido                                                           |
| Estado    | Resultado                                                               |
| Negrita   | Pole position                                                           |
| Cursiva   | Vuelta rápida                                                           |
| †         | Abandona, pero clasifica al completar el porcentaje requerido para ello |